# Kurt Latte
Kurt Latte (* 9. März 1891 in Königsberg i. Pr.; † 18. Juni 1964 in Tutzing) war ein deutscher Altphilologe.

## Leben

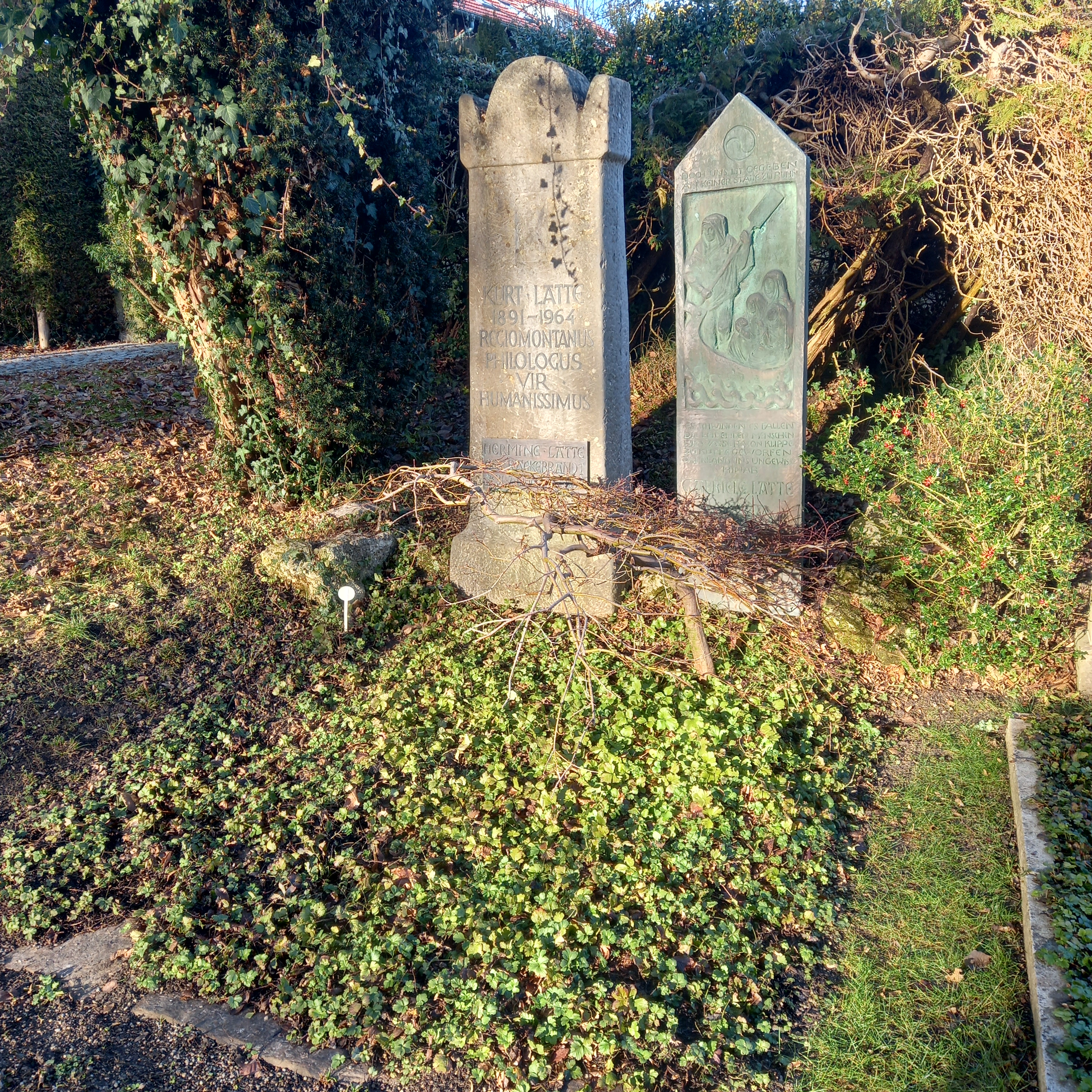
Das Grab von Kurt Latte und seiner Ehefrau Hermine geborene Rackebrandt auf dem Neuen Friedhof in Tutzing

Kurt Albert Paul Latte wurde am 9. März 1891 als Sohn des Arztes Peter Latte und seiner Frau Nanny, geborene Maschke, in Königsberg geboren. Nach dem Tod des Vaters, er selbst war neun Jahre alt, wurde er im Haus seines Großvaters mütterlicherseits, des Arztes Abraham Maschke, erzogen. Während der Großvater sich zum jüdischen Glauben bekannte, wurde Kurt Latte nach eigenem Bekunden protestantisch erzogen. Ab 1899 besuchte er für neun Jahre das Königsberger Collegium Fridericianum, wo laut der Vita seiner späteren Dissertation sein Lehrer Martin Bodendorff sein Interesse für das Studium des Altertums weckte.
Nachdem er 1908 das Abitur abgelegt hatte, begann er das Studium der Klassischen und Romanischen Philologie an der Albertus-Universität Königsberg, wo Ludwig Deubner und Richard Wünsch zu seinen Lehrern zählten. Nach zwei Jahren wechselte er auf Empfehlung Deubners für drei Semester an die Rheinische Friedrich-Wilhelms-Universität Bonn, wo er unter anderem Sprachwissenschaft bei Felix Solmsen und Archäologie bei Georg Loeschcke studierte. Nach der Rückkehr nach Königsberg wurde er dort 1913 summa cum laude mit einer religionsgeschichtlichen Dissertation über verschiedene Arten kultischer Tänze bei den Griechen promoviert (De saltationibus Graecorum capita quinque, daraus 1913 im Druck veröffentlicht das dritte Kapitel über Waffentänze, De saltationibus Graecorum armatis).
Nach der Promotion begab Latte sich für ein Semester an die Friedrich-Wilhelms-Universität zu Berlin, wo Ulrich von Wilamowitz-Moellendorff ihn der Königlich Dänischen Akademie der Wissenschaften als Herausgeber des Wörterbuchs des Hesychios von Alexandria für eine dort von Anders Bjørn Drachmann gemeinsam mit dem Wilamowitz-Schüler Georg Wentzel betreute Ausgabe griechischer Lexikographen empfahl. Vom Kaiserlichen Archäologischen Institut erhielt Latte für diese Aufgabe ein einjähriges Stipendium, das er jedoch wegen des Beginns des Ersten Weltkrieges zunächst nicht mehr wahrnahm.
Nach der Rückkehr aus Berlin nach Königsberg im Frühjahr 1914 begann Latte zunächst sein Referendariat am Collegium Fridericianum und zugleich die Vorbereitung seiner Arbeit zu Hesychios, bei Ausbruch des Krieges meldete er sich jedoch, obwohl er als dienstuntauglich galt, als Freiwilliger zum Dienst bei der „fechtenden Truppe“. Er wurde 1915–1917 an der Ostfront eingesetzt, nach einem Lazarettaufenthalt dann bis Kriegsende an der Westfront, seit 13. Februar 1917 als Leutnant, und wurde am 29. Juni 1917 mit dem Eisernen Kreuz ausgezeichnet.
Nach der Rückkehr aus dem Krieg war Latte 1920–1923 Assistent am Institut für Altertumskunde der Universität Münster. Dort habilitierte er sich 1920 mit einer Arbeit über griechisches Sakralrecht. In dieser Zeit führte er den Begriff der Erfolgsethik im Kontext antiker Ethik ein. Als Nachfolger von Johannes Mewaldt kam er 1923 auf den Lehrstuhl der Preußischen Universität zu Greifswald. 1926 wechselte er als Nachfolger von Günther Jachmann an die Universität Basel. An der Georg-August-Universität Göttingen folgte er 1931 Eduard Fraenkel als ordentlicher Professor. Aufgrund seiner Klassifizierung als Jude durch die Nationalsozialisten wurde er am 1. April 1936 zwangsemeritiert. 1937 kehrte Latte von einer Gastprofessur an der University of Chicago nach Deutschland zurück. Er überstand die nationalsozialistische Herrschaft in Hamburg (unterstützt durch Bruno Snell), Düsseldorf (Am Ellerforst 24, auf Vermittlung von Wolfgang Schmid bei dessen Mutter) und Osterode am Harz, wohin ihn sein früherer Greifswalder Kollege Konrat Ziegler eingeladen hatte, der ihn zeitweilig versteckte. 1945 konnte er seinen Göttinger Lehrstuhl wieder übernehmen. Zugleich verhinderte er eine Berufung Zieglers, was zum Bruch zwischen den beiden Freunden führte. Nach seiner Emeritierung 1957 zog er nach Tutzing und hielt bis zu seinem Tod noch Seminare über griechisches Recht an der Universität München.
Wissenschaftlich beschäftigte sich Latte vor allem mit der Herausgabe des Hesychios und der antiken Religionsgeschichte. Er verfasste 137 Artikel für Paulys Realencyclopädie der classischen Altertumswissenschaft.

## Ehrungen
- Korrespondierendes Mitglied der Deutschen Akademie der Wissenschaften zu Berlin (1947)
- Korrespondierendes Mitglied der British Academy (1948)[6]
- Präsident und Vizepräsident der Akademie der Wissenschaften zu Göttingen (1949–1956)
- Auswärtiges Mitglied der Königlich Niederländischen Akademie der Wissenschaften (1957)[7]
- Vorsitzender der Mommsen-Gesellschaft
- Ehrendoktor der Ruprecht-Karls-Universität Heidelberg (1951)

## Schriften
- De saltationibus Graecorum armatis. Königsberg 1913.
- Heiliges Recht. Untersuchungen zur Geschichte der sakralen Rechtsformen in Griechenland. Mohr, Tübingen 1920; Nachdruck: Scientia, Aalen 1964.
- Hesychii Alexandrini Lexicon. Band 1 und 2, Munksgaard, Hauniae (= Kopenhagen) 1953 und 1966.
- als Neubearbeiter: Römische Religionsgeschichte. (= Handbuch der Altertumswissenschaft, Abt. 5: Geschichte der Philosophie, Geschichte der Mathematik und Naturwissenschaften, Religionsgeschichte, Teil 4). Beck, München 1960, Nachdruck 1976, ISBN 3-406-01374-0.
- Kleine Schriften zu Religion, Recht, Literatur und Sprache der Griechen und Römer. Beck, München 1968, DNB 457365242.
- Opuscula inedita. Zusammen mit Vorträgen und Berichten von einer Tagung zum vierzigsten Todestag von Kurt Latte (= Beiträge zur Altertumskunde. Band 219). Herausgegeben von Carl Joachim Classen. Saur, München 2005, ISBN 3-598-77831-7.